# تشو مي
تشو مي (بالصينية: 周蜜) هي لاعبة كرة الريشة صينية، ولدت في 18 فبراير 1979 في نانينغ في الصين.

## وصلات خارجية
- تشو مي على موقع BWF.tournamentsoftware.com (الإنجليزية)
- تشو مي على موقع BWFbadminton.com (الإنجليزية)
- تشو مي على موقع اللجنة الأولمبية الدولية (الإنجليزية)
- تشو مي على موقع أوليمبيديا (الإنجليزية)